# 六甲アイランド高校生徒飛び降り自殺未遂事件
六甲アイランド高校生徒飛び降り自殺未遂事件（ろっこうアイランドこうこうせいととびおりじさつみすいじけん）は、2017年（平成29年）12月22日に兵庫県神戸市東灘区の神戸市立六甲アイランド高等学校において、教員の生徒指導が原因で生徒が校舎から飛び降り自殺を図り重傷を負った事件。

## 概要

### 事件の発生
2017年当時、自殺未遂した生徒も含む4人の仲の良い生徒が同じクラスにいた。だがこの中の1人の私的な話を聞いたことで残りの3人はこの1人に対して距離を置くようになり、動物にたとえた悪口となるあだ名で呼ぶようになる。この後に自殺未遂する生徒でもある残りの3人のうちの1人は、距離を置いた生徒のTwitterの攻撃的な書き込みを自分に対する書き込みであると考える。そこからこの生徒は他の生徒を騙ったアカウントを作成し、この距離を置いた生徒の書き込みに対する仕返し、反論を行っていく。
教員はクラスの生徒から聞き他の生徒を騙ったアカウントが作成されていることを知り、クラスの生徒から提供された情報から本人によるアカウントではないことを確認。このことから3人の生徒に対する別室指導を行うこととした。別室指導は12月21日に行われ、騙った生徒ではない2人の生徒に対しては1時間程度で終わったものの、騙った生徒に対しては朝8時から夕方3時半頃まで行われ、された生徒は退学になると示唆されたとしているが教員はこれを否定。だが退学と受け止めざるを得ない発言は教師から行われていた。この日の指導後に指導された生徒は遺書を書き、退学となれば自殺するとした。
翌12月22日にも別室指導が行われ朝の8時から始まり、午後5時頃に指導していた教員がカウンセリングルームを離れていた間に校舎の窓から飛び降りた。

### 事件の究明
2019年5月30日、神戸市はこの事件を調査するための第三者委員会を設置した。生徒の代理人弁護士は同年4月に神戸市教育委員会に対する不信感から神戸市に対して第三者委員会を設置する要望書を提出していた。
2019年12月11日、この事件の究明に当たる調査委員会は教員による一方的な指導が原因で自殺を決意させたとする報告書を提出した。委員長は同校では威圧的、権力的な指導が行われており、人権上問題がある生徒指導も常態化していると指摘。
自殺未遂をした生徒はその後に転校し、後遺症で嗅覚を失い松葉杖をついて生活をすることとなった。
翌12月12日、生徒の代理人弁護士は、この調査委員会の報告書を十分満足できるものであると評価した。